# Héctor Ignacio Salah Zuleta
brasão
Héctor Ignacio Salah Zuleta (Bogotá, 24 de dezembro de 1942) é um clérigo colombiano e bispo católico romano emérito de Riohaspha.
Héctor Ignacio Salah Zuleta foi ordenado sacerdote em 8 de dezembro de 1972.
O Papa João Paulo II o nomeou bispo de Girardota em 21 de fevereiro de 1998. Foi ordenado bispo pelo Núncio Apostólico na Colômbia, Dom Paolo Romeo, em 26 de março do mesmo ano; Os co-consagradores foram Alberto Giraldo Jaramillo PSS, arcebispo de Medellín, e Flavio Calle Zapata, bispo de Sonsón-Rionegro.
Papa Bento XVI nomeou-o em 13 de maio de 2005 Bispo de Riohacha. Em 22 de abril de 2020, o Papa Francisco aceitou a renúncia de Héctor Ignacio Salah Zuleta por motivos de idade.